# Фламинго (ракета)
«Фламинго» — крылатая ракета украинского производства, была анонсирована 18 августа 2025 года, прошла испытания и находится в серийном производстве. По сообщению агентства Associated Press имеет дальность полета до 3000 км и способна нести боевую часть весом более тонны.  Была разработана украинской оборонной компанией Fire Point. Внешне напоминает крылатую ракету FP-5 британской компании Milanion Group;

## ТТХ
По внешнему виду и заявленным характеристикам эксперты издания Defense Express идентифицировали «Фламинго» как крылатую ракету FP-5, разработанную компанией Milanion Group.
Известные характеристики:
- Дальность полета : 3000 км
- Вес боевой части : 1000 кг
- Максимальный взлетный вес : 6 тонн
- Максимальная скорость : 950 км/ч
- Крейсерская скорость : 850-900 км/ч
- Время в воздухе : более 4 часов
- Размах крыла : 6 м
- Система наведения : комбинированная — спутниковая навигация (устойчивая к РЭБ ) и инерциальная.

Ракета имеет фиксированное прямое крыло и двигатель, расположенный над фюзеляжем. Такая конструкция, в отличие от ракет со складывающимся крылом и запуском из транспортно-пускового контейнера, упрощает производство, позволяя достичь заявленной производственной мощности более 50 ракет в месяц. Недостатком является длительное время предстартовой подготовки, которое составляет 20-40 минут.